# Cmentarz wojenny nr 284 – Zakrzów
Cmentarz wojenny nr 284 – Zakrzów – austriacki cmentarz wojenny z I wojny światowej.
Zaprojektowany przez Roberta Motkę. Spoczywa na nim 42 żołnierzy austro-węgierskich oraz 2 niemieckich. 
Cmentarz ten znajduje się w Zakrzowie koło Wojnicza, tuż przy drodze Tarnów – Kraków po prawej stronie. Jest to jedyny cmentarz w VIII Okręgu Cmentarnego Brzesko wpisany w plan koła. Otoczony jest betonowym murem, w którym znajduje się 7 nagrobnych pomników z tablicami imiennymi i ażurowymi krzyżami z betonu.
W wewnętrznej części muru znajdują się pozostałe imienne tabliczki oraz żeliwne krzyże. Wewnątrz, na środku, znajduje się krzyż z napisem: "IM TOD IST FRIEDE" (W śmierci jest pokój).